# Моне, Франц Йозеф
Франц Йозеф Моне (нем. Franz Josef Mone; 12 мая 1796, Баден-Вюртемберг — 12 марта 1871, Карлсруэ) — немецкий историк-германист и археолог, архивариус, педагог, профессор Гейдельбергского университета.

## Биография

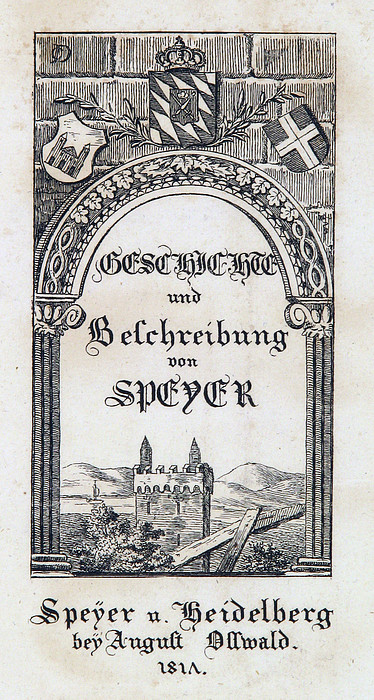

Родился в семье выходцев из Нидерландов, сын торговца. С 1814 по 1816 год изучал филологию и историю в Гейдельбергском университете.
В 1817 году получил звание профессора альма матер, в 1818 году стал секретарём университетской библиотеки, в 1819 г. — экстраординарным, в 1822 г. — ординарным профессором истории, в 1825 г. стал руководителем университетской библиотеки.
В 1827 году был приглашён на должность профессора статистики и политики в университете Лёвена (Reichsuniversität Löwen), но потерял работу в результате бельгийской революции 1830 года, отправился в Карлсруэ, где с 1830 по 1836 год был директором и редактором газеты Карлсруэского университета. С 1835 года — советник секретного архива и директор Главного государственного архива Бадена в Карлсруэ .
Заслуга Моне заключалась в преобразовании Главного государственного архива (1835—1860) из трёх отдельных архивов (домашнего архива, государственного архива и государственного архива)(«государственный реестр») в научное учреждение. Он также значительно обогатил книжную библиотеку архива на скромные средства и превратил её в научную библиотеку. В 1840 году стал куратором старинных зданий в Бадене, занимался изучением этих здания с исторической и искусствоведческой точек зрения. Результатом этого исследования стал отчёт о памятниках в Великом герцогстве Баден, который Моне представил в сентябре 1841 года.
Выступил сначала с сочинением в духе Крейцеровой символики «Geschichte des Heidentums im nördl. Europa» (Дармшт., 1822—24); большей систематичностью отличаются позднейшие «Untersuchungen zur Geschichte der deutschen Heldensage» (Кведлинбург, 1836). Очень ценно его «Uebersicht der niederländ. Volkslitteratur älterer Zeit» (Тюб., 1838). Другие его труды: «Quellen und Forschungen zur Geschichte der deutschen Litteratur und Sprache» (т. 1, Ахен, 1830), «Altdeutsche Schauspiele» (Кведлинб., 1841), «Schauspiele des Mittelalters» (Карлсруэ, 1846), «Lat. Hymnen» (Фрейбург, 1853—55), «Lat. und griech. Messen» (Франкф.-на-Майне, 1850), «Keitische Forschungen» (Фрейбург, 1857), «Urgeschichte des bad. Landes» и др.